# 東バイパスライナー
東バイパスライナー（ひがしバイパスライナー）とは、かつて熊本県内4バス事業者（九州産交バス・熊本都市バス・熊本電鉄バス・熊本バス）が共同運行で熊本市内西南部から東部とを結んでいた路線バスである。
2024年末日を以って路線が廃止された。

## 概要
近年の少子高齢化社会の進展ならびにバス利用者の減少という現状において公共交通機関の果たす役割、すなわち生活に必要な移動手段の確保は益々重要なものとなってきており、このような現状を踏まえ将来にわたって利便性の高いサービスを提供できるバス交通体制を確立させる事を目的として、2008年5月に熊本市と県内のバス事業者や有識者などで構成し『熊本市におけるバス交通のあり方検討協議会』を設置。その中で同市地域公共交通総合連携計画を策定。その1つとして当路線の運行が決定した。
当路線は、桜町BTや熊本駅などの都心部は経由せず、国道57号（東バイパス）をメインに走行する路線として同市西南部から東部方面（西部車庫～長嶺）を運行し、沿線上に点在する済生会病院や熊本中央病院などの総合病院への通院に利用する高齢者やその他通勤客などの確保ならびに中心部から周辺へ放射状に伸びるバス路線との乗り継ぎ客への利便性などを検証する目的として2009年9月より実証走行を開始した。当初は熊本市営バスを含む5社局共同運行体制とし、日・祝日を除く平日のみの運行として同年11月末までの期間限定で試験運行としたが、12月以降も実証走行を継続。翌年の2010年3月末までの実証走行を経て、同年4月より本格運行に移行した。2017年4月以降は平日のみ1日11往復運行されていた（土・日・祝日ならびに年末年始は運行しない）。
2024年4月1日を以って路線を廃止する旨を同年2月5日に熊本市より発表。廃止理由として、熊本地震以降辺りから各運行会社とも近年の乗務員不足が慢性化していたが、同年4月からの運転業務における時間外労働時間の上限設定や休息時間の確保基準の変更等（いわゆる2024年問題）により、これまでと同じ数の運転士で現在の路線や便数を維持することが困難な状況にあり、今後は運転士の労働条件の改善を図り、引き続き運行の安全確保を行うために、各路線毎の利用状況を踏まえ、やむを得ず本路線の廃止を決定したとの事。

## 沿革
- 2009年
  - 9月1日 - 同年11月30日 - 熊本市と『協議会』プロジェクトの一環として県内5社局共同運行において当路線の実証走行を開始。1日24往復48便。この期間内においては、他のバス路線から乗り継いだ場合においては運賃が半額となる運賃割引制度を同時に実施。
  - 12月1日 - 2010年3月31日 - 実証走行期間を延長。熊本市営バスが運行から撤退し4社共同運行体制となり、1日15往復30便に減便。また、2009年11月30日まで実施していた運賃割引制度は廃止。
- 2010年4月1日 - 正式に運行開始。
- 2012年4月1日 - 熊本都市バスの運行担当営業所が本山営業所より小峯営業所に変更される。
- 2014年11月1日 - 熊本電鉄バスの運行担当分を一時的に熊本都市バス小峯営業所が代行。都市バスが2台体制となる。
- 2015年4月1日 - 熊本電鉄バスの運行担当分が熊本都市バス小峯営業所から、熊本電鉄に戻る。
- 2016年4月1日 - 運行路線が変更され、JR九州西熊本駅（同年3月26日開業）を経由する形となる[5]。
- 2017年4月1日 - ダイヤ改正。熊本電鉄バスが運行から撤退し、3社共同運行体制による1日11往復22便に減便[6]。
- 2019年9月11日 - この日より熊本都市圏発着路線の熊本桜町一帯再開発ビル（名称：SAKURA MACHI Kumamoto）内バスターミナル（熊本桜町バスターミナル（旧称：熊本交通センター））乗り入れ開始に併せ、熊本都市圏のバス系統番号の変更に伴い、東バイパスライナー専用の系統番号として「HL」が付与される。[7]
- 2021年4月1日 - 熊本都市バスが運行から撤退[8]。都市バス担当分は九州産交バスが継承（九州産交バスの担当営業所が新たに光の森営業所も運行に加わり、熊本営業所との共管となり、常時2台体制で運行される）。
- 2024年
  - 2月5日 - 本路線を同年4月1日を以って廃止する事を熊本市によって発表[2][3]。
  - 3月29日 - この日の最終便を以って運行終了。
  - 4月1日 - 路線廃止。

## 運行会社
- 九州産交バス（担当：熊本営業所・光の森営業所）
- 熊本バス（担当：熊本中央営業所）
- 熊本都市バス（担当：本山営業所→小峯営業所）　※2021年3月末を以って運行撤退
- 熊本電鉄バス（担当：辻久保営業所）　※2017年3月末を以って運行撤退

## 停車箇所
西部車庫 - 新土河原町入口 - 新土河原町 - 薄場町 - 堀の内 - 島団地 - 西熊本駅 - 上ノ郷町 - 下近見（都市バス） - 下近見（川尻市道） - 下近見（東バイパス） - 近見町 - 済生会病院 - 流通団地 - 大黒橋 - 江越橋 - 田迎妙見 - 田迎一里木（西部車庫行のみ） - 出仲間 - 田迎小学校前 - 田迎（長嶺団地行のみ） - 田井島 - 熊本中央病院 - 画図町 - 江津一丁目 - 湖東町 - 湖東1丁目（旧：市民病院前） - 神水町 - 県会議事堂前 - 熊工前 - 東水前寺 - 帯山小学校入口 - 帯山団地前 - 帯山 - 三郎 - 鉄砲塚 - 県立大通り - 県立大学前 - 日赤病院構内（長嶺団地行のみ） - 日赤病院前 - 身障者福祉センター前 - 福祉センターグラウンド前 - 長嶺団地

## 乗車券等
- 支払いは現金の他、くまモンのICカードまたは全国交通系10社ICカード・SUNQパス（北部九州版・全九州版）などでも使用可だった。
- さらに2010年5月10日より『東バイパスライナー専用定期券』が発売開始された。定期券の発売場所は、桜町BTの他、九州産交バスの熊本・木山・山鹿・光の森・松橋の各営業所窓口でも販売していた。[9]なお専用定期券以外の定期券は使用できない。
  - またこの日から共通フリー乗車券（わくわく1dayパス）の使用も可能となった。本路線に限り熊本バスにも使用できた。なお、区間指定(1)のみ、新土河原町入口～東水前寺の区間しか乗車できなかった。

## 車両
- 九州産交バス

LED行先表示に対応したワンステップ、又はノンステップの中型車両（いすゞ・エルガミオ）が使用され、熊本都市バス撤退後において九州産交バスの2台体制になってからは、熊本都市バスから移籍してきたワンステップバス（日デRM）も使用される。整備・検査では熊本営業所・光の森営業所所属の中型車両が使用されていた。因みに運行開始当初から長らくツーステップ車両（日野・レインボーRJ）が使用されており、ツーステップ車運行時は4社中唯一フィルム方向幕の車両であった（現在はLED方向器に改造）。
- 熊本バス

運行終了時点においては、使用される車両は特に固定されてなく、基本的にスロープ対応のノンステップ、又はスロープ対応のワンステップバスの中型車両が使用されていたが、整備・検査で時折スロープ非対応のワンステップバスも使用された。
かつては、過去に都心部循環バスで使われていたスロープ付きノンステップの小型車両（三菱ふそう・エアロミディMJ）(現在は廃車になっている模様。)を基本に、予備としてワンステップの同型(現在は、山都町の浜町～馬見原間で使用)が使用されていた。どちらも使用出来ないときは中型車両（ツーステップバス）が使用されていた。本務車両以外の時はスロープ非対応だった。
- 熊本都市バス（スロープ対応ダイヤ）　※2021年3月末を以って撤退

撤退直前は以前ゆうゆうバス（区バス）で使用されていた小型車両（日野・ポンチョ）が使用されていた。本山営業所の担当の初期は、かつての都心部循環バスで使われていたスロープ付きの小型車両（三菱ふそう・エアロミディMJ）が使用されていた。その後、LED行先表示に対応した熊本市営バス高平団地線（熊本電鉄に移管）用に導入された特注のワンステップ（日デRMショートワンステップのエアサス）（現在は登録番号そのままに九州産交バスに移籍）が使用されていた。
- 熊本電気鉄道　※2017年3月末を以って撤退

当初はLED行先表示に対応した中型車両を使用していたが、2012年頃からは藤崎宮環状線（まちめぐりん）から転用されたかつての都心部循環バス専用車であるスロープ付きの小型車両（三菱ふそう・エアロミディMJ）が主に使用されていた。